# Santa Terezinha de Itaipu
Santa Terezinha de Itaipu – miasto i gmina w Brazylii, w stanie Parana. Znajduje się w mezoregionie Oeste Paranaense i mikroregionie Foz do Iguaçu.